# 1854 год в науке
В 1854 году были различные научные и технологические события, некоторые из которых представлены ниже.

## События
- В Мюнхене состоялась Первая общегерманская промышленная выставка.
- Артур Кэли вывел теорему Кэли.

## Родились
- 22 января — Корсаков, Сергей Сергеевич, автор первого учебника психиатрии и основатель психологической лаборатории в Москве.
- 29 апреля — Анри Пуанкаре, выдающийся французский математик, физик, философ и теоретик науки.
- 18 июня — Огюст Шарль Франсуа Этерно (1854—1932) — швейцарский гистолог, эмбриолог и педагог; доктор медицины[1].
- 19 августа — Гуалтерус Карел Якоб Восмар (ум. 1916), голландский зоолог; доктор философии.
- 17 сентября — Дэвид Данбар Бьюик, дал свою фамилию автомобильной марке Buick.

## Скончались
- 27 февраля — Фелисите Робер де Ламеннэ (род. 1782), французский аббат, публицист и философ, один из родоначальников католического социализма.
- 15 апреля — Артур Эйкин, английский химик, минералог, популяризатор науки.
- 6 июля — Георг Ом, немецкий физик, в честь которого названа единица электрического сопротивления.
- 20 августа — Шеллинг, Фридрих Вильгельм, немецкий философ.
- 18 ноября — Эдвард Форбс, британский (остров Мэн) натуралист, малаколог, ботаник, геолог, педагог, популяризатор науки.